# Elena Nathanael
Elena Nathanael (griechisch Έλενα Ναθαναήλ; * 19. Januar 1947 in Athen; † 4. März 2008 ebenda) war eine griechische Schauspielerin.

## Biografie
Elena Nathanael studierte an der Theaterschule von Pelos Katselis und hatte ihr Filmdebüt 1963 im Film Kati na kaiei (Etwas Heißes) von Giannis Dalianidis. Kurz danach zog sie nach Deutschland und spielte in Rolf Thieles Film Wälsungenblut mit, einer Verfilmung der gleichnamigen Novelle von Thomas Mann. Bald darauf zog sie wieder nach Griechenland und war bis Mitte der 1970er-Jahre in einigen großen Produktionen zu sehen. In ihren letzten Lebensjahren lebte sie eher zurückgezogen außerhalb Athens auf einem Hof mit ihrem Mann Tasos Mitropoulos und ihrer einzigen Tochter Inca; jedoch war sie zwischen 1998 und 2007 noch fünf Mal in neuen Produktionen auf der Leinwand oder dem Bildschirm zu sehen.
Elena Nathanael starb im März 2008 an den Folgen einer Lungenkrebserkrankung.